# 베트남계 독일인
베트남계 독일인(독일어: Vietnamesen in Deutschland)은 베트남에 기원을 둔 독일인들을 지칭하는 말이다.
독일 연방통계청에 의하면 2022년 기준 베트남 국적자 및 독일로 귀화한 베트남계는 약 207,000명으로 집계되었다. 1981년부터 2007년까지 베트남에서 독일로 귀화한 인원은 41,499명이었다. 이외에도 독일 동부 위주로 베트남계 불법체류자가 약 40,000명 존재할 것으로 예상된다. 베트남계 독일인들은 1990년대 독일의 추방 정책 및 동유럽에서의 유입으로 인하여 베트남계 체코인 및 폴란드인과도 연결되어 있다.
독일 극우파의 베트남계를 향한 폭력 사건으로는 함부르크 빌브로크 살인 사건(1980년), 호이어스베르다 폭동(1991년), 로스토크 리히텐하겐 폭동(1992년)이 있다.